# Kerodon
Kerodon es un género de roedores histricomorfos de la familia Caviidae que incluye a dos especies sudamericanas conocidas vulgarmente como mocós. Están emparentados con el chigüire y la mara patagónica.

## Distribución
Habitan en América del Sur, desde el este del Brasil hasta la selva amazónica.

## Especies
Se reconocen las siguientes especies:
- Kerodon acrobata Moojen et al., 1997
- Kerodon rupestris Wied-Neuwied, 1820